# Quizás
«Quizás» (рус. Возможно) — шестой студийный и четвёртый испаноязычный альбом испанского поп-певца Энрике Иглесиаса, выпущенный 17 сентября 2002 года на лейбле Universal Music Latino. За альбом Иглесиас получил награду «Латинская Грэмми» в номинации «Лучший мужской поп-альбом». Мировые продажи альбома составляют 2,5 млн экземпляров.

## Об альбоме
Иглесиас выступил в роли автора или соавтора для каждого трека альбома, за исключением «Tres Palabras» и кавер-версии песни испанской поп-группы Nasha Pop «La Chica De Ayer». Также Иглесиас выступил в роли генерального продюсера вместе с лучшим другом Андресом Рестрепо. Альбом вышел спустя 5 лет после выпуска предыдущего испаноязычного альбома Cosas del amor. В заглавном треке альбома Иглесиас затрагивает тему отношений с отцом, песня построена как диалог между отцом и сыном, которые встретились через большой отрезок времени. В интервью в поддержку альбома Энрике сказал:

«Власть испанской музыки настолько сильна, что я не мог больше обходиться без неё. Язык и образы не столь прямолинейны, мелодии и ритмы замысловаты — было потрясающе записать целый альбом на испанском! Мои поклонники поддерживали меня всегда, и я надеюсь, они получат истинное удовольствие от этой пластинки»
— Источник
Первый сингл из альбома «Mentiroso» не был выпущен в Испании, вместо него в эфиры радиостанций была выпущена кавер-версия песни «La Chica de Ayer» популярной в Испании группы Nasha Pop.

## Позиции в чартах
«Quizas» дебютировал на 1 месте чарта Billboard Latin Chart, а также 12-м в США. Это лучший результат для альбома исполнителя, записанного на испанском языке. А продажи альбома стали лучшими для испаноязычного альбома за последние пять лет. Все три сингла из альбома («Mentiroso», «Quizás» и «Para Qué La Vida») занимали лидирующие позиции в Hot Latin Tracks. В Великобритании альбом занял 135-е место в национальном чарте, это лучший результат для латиноамериканского певца в этой стране в 2002 году.

## Список композиций
01. «Tres Palabras» (Русс.: Три слова)
- Длительность: 04:23
- Авторы : Херадо Лопес, Сандра Байлак, Себастьян Шон

02. «Para Qué La Vida» (Русс.: Зачем теперь жить)
- Длительность: 04:05
- Авторы : Чиен Гарсия-Алонсо, Лестер Мендес, Энрике Иглесиас
- Продюсеры : Лестер Мендез

03. «La Chica De Ayer» (Русс.: Вчерашняя девочка)
- Длительность: 03:58
- Авторы : Антонио Вега
- Продюсеры : Лестер Мендес

04. «Mentiroso» (Русс.: Лгун)
- Длительность: 03:55
- Авторы : Чиен Гарсия-Алонсо, Энрике Иглесиас
- Продюсеры : Энрике Иглесиас

05. «Quizás» (Русс.: Возможно)
- Длительность: 04:11
- Авторы : Лестер Мендес, Энрике Иглесиас
- Продюсер: Лестер Мендес

06. «Pienso En Ti» (Русс.: Для тебя)
- Длительность: 04:18
- Авторы : Рафаэль Перес-Ботия, Энрике Иглесиас

07. «Marta» (Русс.: Марта)
- Длительность: 04:23
- Авторы : Рафаэль Перес-Ботия, Энрике Иглесиас

08. «Suéltame las Riendas» (Русс.: Ослабь хватку)
- Длительность: 03:55
- Авторы : Чиен Гарсия-Алонсо, Энрике Иглесиас

09. «Mamacita» (Русс.: Милашка)
- Длительность: 03:48
- Авторы : Чиен Гарсия-Алонсо, Лестер Мендес, Энрике Иглесиас

10. «Mentiroso» (Версия мариачи)
- Длительность: 03:51
- Авторы : Чиен Гарсия-Алонсо, Энрике Иглесиас

11. «No Apagues La Luz» (Русс.: Не теряй надежды)
- Длительность: 03:49
- Авторы : Энрике Иглесиас, Стив Моралес
- Продюсеры : Стив Моралес